# Episodi di Graceland (terza stagione)
La terza e ultima stagione della serie televisiva Graceland, composta da 13 episodi, è stata trasmessa in prima visione assoluta negli Stati Uniti d'America dal canale via cavo USA Network dal 25 giugno al 17 settembre 2015.
In Italia la stagione è stata trasmessa in prima visione satellitare su Fox Crime, canale a pagamento della piattaforma Sky, dal 27 ottobre all'8 dicembre 2015.
| nº | Titolo originale    | Titolo italiano      | Prima TV USA      | Prima TV Italia  |
| -- | ------------------- | -------------------- | ----------------- | ---------------- |
| 1  | B-Positive          | B-Positivo           | 25 giugno 2015    | 27 ottobre 2015  |
| 2  | Chester Cheeto      | Il re del microchip  | 2 luglio 2015     | 27 ottobre 2015  |
| 3  | Sense Memory        | Memoria sensoriale   | 9 luglio 2015     | 3 novembre 2015  |
| 4  | Aha                 | Messinscena          | 16 luglio 2015    | 3 novembre 2015  |
| 5  | Piñon Tree          | La vetta             | 23 luglio 2015    | 10 novembre 2015 |
| 6  | Sidewinder          | Il tramite           | 30 luglio 2015    | 10 novembre 2015 |
| 7  | Bon Voyage          | Buon viaggio         | 6 agosto 2015     | 17 novembre 2015 |
| 8  | Savior Complex      | Doppio gioco         | 13 agosto 2015    | 17 novembre 2015 |
| 9  | Hand of Glory       | Mano della gloria    | 20 agosto 2015    | 24 novembre 2015 |
| 10 | Master of Weak Ties | Il centro della rete | 27 agosto 2015    | 24 novembre 2015 |
| 11 | The Wires           | I fili               | 3 settembre 2015  | 1º dicembre 2015 |
| 12 | Dog Catches Car     | Il funerale          | 10 settembre 2015 | 1º dicembre 2015 |
| 13 | No Old Tigers       | Missione conclusa    | 17 settembre 2015 | 8 dicembre 2015  |

## B-Positivo
- Titolo originale: B-Positive
- Diretto da: Larry Teng
- Scritto da: Jeff Eastin

### Trama
Mike scopre di essere morto clinicamente per 6 minuti prima di essere rianimato. L'attuale agente incaricato dall' F.B.I., l'agente supplente Sean Logan (Lawrence Gilliard Jr.), dopo aver recuperato il nastro Juan Badillo dagli effetti personali di Mike, ricatta Briggs a correre un alto rischio per un'operazione sotto copertura come infiltrato nella famiglia criminale armena. Charlie, vendicativa, fa i preparativi per trovare il socio in affari di Amber, Germaine. Il piano del team di Graceland per assassinare Markham è ulteriormente complicato dall'intervento di Mike, che fornisce inavvertitamente un aiuto per i piani di Johnny per salvare Lucia.

## Il re del microchip
- Titolo originale: Chester Cheeto
- Diretto da: Larry Teng
- Scritto da: Daniel Shattuck

### Trama
Briggs tenta di trovare una via d'uscita dal suo incarico sotto copertura uccidendo il suo soggetto, Ari Adamian. Tuttavia, Briggs trova una svolta nei collegamenti romantici di Adamian con la figlia del boss, Layla Sarkissian. Briggs chiede l'aiuto di Colby, un ex agente FBI assegnato alla famiglia Sarkissian. Charlie lotta per mantenere il suo dovere come un agente e come futura madre. Mike lotta con la sua dipendenza da antidolorifici. Johnny, essendo stato assegnato da Carlito di scortare Markham, convince il secondo a tradire Carlito, mettendo in moto il salvataggio di Lucia. Tuttavia, la missione di Johnny si complica ulteriormente quando Lucia viene catturata dalle guardie di Carlito, costringendo Johnny a uccidere Markham.

## Memoria sensoriale
- Titolo originale: Sense Memory
- Diretto da: Duane Clark
- Scritto da: Derek Simon

### Trama
Con l'aiuto di Colby, il team di Graceland studiano un'operazione che potrebbe aiutare Briggs ad uccidere Adamian. Nel frattempo, Charlie e Amber si mettono in contatto con lo spacciatore nel corso della loro ricerca di Germaine; Johnny confida a Jakes le complicazioni con Carlito; Mike tenta di trovare il significato dietro le sue visioni della sua vita dopo la morte.

## Messinscena
- Titolo originale: Aha
- Diretto da: Doug Hannah
- Scritto da: Jason Ganzel

### Trama
Il team di Graceland effettua il loro piano sotto copertura contro Ari Adamian. Tuttavia, un cruciale errore da parte di Paige consegna Colby al patriarca Martun Sarkissian (Peter Stormare) per interrogarlo ed eseguirlo. Adamian, dopo aver capito il gioco sporco, fa delle domande Briggs.

## La vetta
- Titolo originale: Piñon Tree
- Diretto da: Duane Clark
- Scritto da: Chris Masi

### Trama
Motivato dalla morte di Colby, Briggs decide di continuare il suo incarico in seno alla famiglia Sarkissian, cercando di cementare una lotta di potere tra Adamian e uno dei luogotenenti di fiducia di Martun Sarkissian, Toros. Con l'aiuto di Briggs, Johnny estrada Lucia dal Messico e arresta con successo Carlito. Dopo dieci giorni di ricerca, Mike trova un potenziale vantaggio da una conversazione in internet fatta dall'utente VinXXX. Con l'aiuto di Jakes, Mike scopre che VinXXX è un civile indonesiano di nome Gusti, che sta dando inconsapevolmente materiale esplosivo per un partito sconosciuto.

## Il tramite
- Titolo originale: Sidewinder
- Diretto da: Scott Peters
- Scritto da: Andy Black

### Trama
Paige si assicura una posizione in una delle aziende di trasporto della famiglia Sarkissian per contribuire a facilitare il vuoto di potere. Charlie e Jakes restano in Florida per garantire un accordo con i soci di Amber. Con l'aiuto di Johnny, Mike viene a conoscenza della natura della bomba trasportata da Gusti, spingendolo a rimanere per trovare il datore di Gusti.

## Buon viaggio
- Titolo originale: Bon Voyage
- Diretto da: Maja Vrvilo
- Scritto da: Matt MacLeod

### Trama
Il tentativo di Charlie di concludere un affare di droga con i soci di Amber comporta una complicazione letale per il suo bambino non ancora nato. La tossicodipendenza di Mike peggiora, con lunghi giorni di black-out. Il tentativo di Briggs per creare un'operazione sui Sarkissians non va a buon fine quando la polizia di Los Angeles arresta gli operativi sotto copertura, i Sarkissians prendono Briggs per fare un giro dopo il suo rilascio dal carcere.

## Doppio gioco
- Titolo originale: Savior Complex
- Diretto da: Timothy Busfield
- Scritto da: Jessica Brickman

### Trama
Briggs vende la storia che lui è in realtà un informatore per l'FBI, e imposta uno schema, al fine di garantire la fiducia della famiglia Sarkissian. Charlie, Amber, e Jakes tentano di arrestare Germaine, per poi scoprire che Germaine è un informatore per la ATF, lasciando il caso irrisolto. Dopo un affare andato male durante il suo lavoro sotto copertura, Mike si rivolge a Briggs per frenare la sua tossicodipendenza. Mike disintossicato incontra Logan e nota un potenziale gioco pericoloso. Mike vede di nascosto Briggs guidare il furgone mentre degli uomini mascherati rapiscono Logan.

## Mano della gloria
- Titolo originale: Hand of Glory
- Diretto da: Stephen Surjik
- Scritto da: AJ Marechal e Eddie Serrano

### Trama
Paige è invitata da Toros a frequentare la sua promozione nella famiglia Sarkissian. Tuttavia, un'operazione pianificata con Briggs e Logan fallisce, a causa di Mike il quale sospetta che Briggs voglia assassinare Logan. La complicazione si conclude con Paige che uccide Toros per autodifesa a Graceland. Nel frattempo, Jakes instaura un rapporto d'affari con Germaine sotto la supervisione di Charlie.

## Il centro della rete
- Titolo originale: Master of Weak Ties
- Diretto da: Lucy Liu
- Scritto da: Jason Ganzel e Matt MacLeod

### Trama
Con la morte di Toros inscenando un suicidio, Ari Adamian è promosso all'interno della mafia armena, assegnando Briggs a "incontrare e salutare" altre gang di Los Angeles. Briggs quasi istiga una guerra tra bande per avere un appuntamento con la ragazza di un capobanda, e assegna a Johnny di andare sotto copertura come recluta del capo della banda. Jakes e Charlie fanno i preparativi per facilitare un'operazione che si tradurrà nell'arresto di Germaine. COn l'aiuto di Charlie, Mike aiuta Gusti a mandare Madison in riabilitazione al fine di continuare il suo lavoro sotto copertura. Nel frattempo, Briggs arruola Jakes per aiutarlo per la sua eventuale scomparsa da Graceland.

## I fili
- Titolo originale: The Wires
- Diretto da: Mary Harron
- Scritto da: Daniel Shattuck e Samantha Rifkin

## Il funerale
- Titolo originale: Dog Catches Car
- Diretto da: Larry Teng
- Scritto da: Daniel Shattuck

## Missione conclusa
- Titolo originale: No Old Tigers
- Diretto da: Larry Teng
- Scritto da: Jeff Eastin e Daniel Shattuck